# 冬のバラ〜ラヴ・アウェイク
冬のバラ〜ラヴ・アウェイク（原題：Winter Rose~Love Awake）は、1979年にウイングスが発表した楽曲。アルバム「バック・トゥ・ジ・エッグ」収録。

## 概要
「冬のバラ」と「ラヴ・アウェイク」という２曲のメドレーである。「冬のバラ」は冬を描写したもので、「ラヴ・アウェイク」は雪解けや春の訪れを描写したような穏やかさを持っている。ただし、この２曲は別々に分かれていたものを結合したもので、最初からそれを意識して書かれたのではない。

## 冬のバラ
冬を表現した曲調だが、録音された時期は7月である。

ポールがリンダとの新婚旅行中に書いた曲。

ハスキーなボーカルの多いこのアルバムの中でも、最もハスキーな声で歌っている。

## ラヴ・アウェイク
春を表現した曲調だが、録音された時期は9月である。

1976年の春の終わりにスコットランドで録音されていた曲。当時はカントリーな曲調だった。
ベースはデモ・バージョンでローレンス・ジュバーがプレイしたものをポールが気に入ったため、マスターテイクでも彼が演奏している。
ブラスのスコアはオーケストラの指揮者であるマーティン・フォードが書いたもので、ブラック・ダイク・バンドによる演奏。

この曲をレゲエにアレンジしたバージョンも録音された。